# Bienberg
Der Bienberg ist ein 182 m ü. NHN hoher Berg und Teil des Lipper Berglands. Er befindet sich etwa 3,6 Kilometer nordwestlich der Lemgoer Altstadt, beim Lemgoer Stadtteil Leese im nordrhein-westfälischen Kreis Lippe in Deutschland. Der Südteil des Berges gehört zu Leese, der Nordteil zu Lemgo (Stadt).
Auf dem Berg befand sich im Mittelalter ein Turmhof (heute Meier zu Bienberg), dieser sicherte und kontrollierte eine damals wichtige Fern- und Handelsstraße, die hier durch die Lemgoer Landwehr führte. Am Berg befindet sich ein Wasserbehälter der Stadtwerke Lemgo. Nördlich befindet sich das Naturschutzgebiet Bredaer Bruch.
Am Berg entlang führt der 72 Kilometer lange Hansaweg und der Lemgoer Landwehrweg.